# Chloroclystis oribates
Rhinoprora oribates là một loài bướm đêm trong họ Geometridae.